# СС-Орденсштаат Бургундия
Орденсштаат Бургундия, Орденское государство Бургундия или Орденсштаат СС-Бургундия (нем. Ordensstaat Burgund) — предполагаемое государство, которое руководство нацистской Германии, особенно СС, надеялось создать в определённых районах Западной Европы во время Второй мировой войны. Его название было исторической отсылкой к государству Тевтонского ордена.

## История
Само название Бургундия происходит от бургундов, германского племени, которое поселилось и основало Бургундское королевство. Большое количество различных стран и регионов на протяжении всей истории назывались этим именем или контролировались государством, базирующимся в Бургундии.
Самым ярым сторонником воссоздания бургундского государства, контролируемого Германией, был рейхсфюрер СС Генрих Гиммлер. По словам Гиммлера, Бургундия, которую он назвал «древним экономическим и культурным центром», была «сведена к не более чем французскому придатку, известному только своим производством вина». Этот план предусматривал превращение Бургундии в образцовое государство, номинально расположенное за пределами Великогерманского рейха, но, тем не менее, управляемое нацистским правительством, которое также имело бы свою собственную армию, законы и почтовые службы. Предполагалось, что она охватит Французскую Швейцарию (Романдию), Пикардию с Амьеном, Шампань с Реймсом и Труа, Франш-Конте с Дижоном, Шалоном и Невером, Эно и Люксембургом (Бельгия). Она также должна была иметь выход как к Средиземному морю, так и к Ла-Маншу. Столицей и административным центром предварительно был предложен либо Дижон, либо Нанси (Нанциг). Официальным языком Бургундии должен был стать немецкий, но первоначально им также должен был быть и французский.
Были ли это просто личные мечты Гиммлера или, как он утверждал, пользовался полной поддержкой Гитлера, из исторических записей не ясно. Собственная цель Гитлера по отношению к Франции состояла в том, чтобы навсегда устранить её как стратегическую угрозу безопасности Германии. Кампания 1940 года в Западной Европе была проведена после того, как Франция и Великобритания напали на Германию, чтобы обезопасить западный фланг Германии. Имея это в виду, были составлены обширные планы, направленные на то, чтобы Франция могла превратиться в второстепенное государство, а постоянный немецкий вассал прочно удерживался в состоянии зависимости, в котором она оказалась после перемирия 1940 года. Таким образом, у Германии больше не будет причин опасаться французов.
По просьбе Гитлера немецкие планировщики обрисовали в общих чертах, как после падения Франции в 1940 году Германия полностью аннексирует большую полосу Восточной Франции, возвращаясь к позднесредневековым границам Франции со Священной Римской империей. Эта запись, подготовленная Министерством внутренних дел Рейха, легла в основу северо-восточной линии, которая отделяла «запретную зону» оккупированной немцами Франции от остальных районов, находящихся под военным контролем. В ней предлагалось поселить миллион немецких крестьян, в то время как франкоязычное население должно было подвергнуться повторной германизации. Он считал, что эти районы, а также Валлония «на самом деле являются немецкими» из-за их исторического немецкого происхождения и поэтому должны быть реинтегрированы в Германский рейх.
В 1942 году Гитлер также упомянул, что бывшая территория королевства Бургундия, которую Франция «отняла у Германии в самый слабый момент», также должна быть присоединена к нацистской Германии после включения запретной зоны.
Были также предложения о создании независимого бретонского государства в качестве немецкого вассала. Сам Гитлер по крайней мере один раз упоминал об этом намерении своим военным руководителям, но в конечном счёте, похоже, мало интересовался этим проектом.

## В культуре
В модификации The New Order: Last Days of Europe к стратегии Hearts of Iron 4 Бургундия была сформирована после победы Германии в войне. В этой вселенной ей управляет Генрих Гиммлер. В модификации он показан, как жестокий фанатик, мечтающий о уничтожении мира с помощью ядерного оружия для последующего возрождения арийской расы. В самой Бургундии он и его войска СС уничтожают бельгийскую и французскую культуру.